# Bahnhof Cascais

Der Bahnhof Cascais ist der Bahnhof der gleichnamigen Stadt im portugiesischen Distrikt Lissabon. Er bildet den westlichen Endpunkt der Linha de Cascais, welche die Verbindung nach Lissabon gewährleistet. Der Bahnhof wird ausschließlich von Vorortzügen der CP Urbanos de Lisboa bedient.

## Geschichte
Der Bahnhof wurde am 30. September 1889 zeitgleich mit der Strecke Cascais–Pedrouços, heute Teil der Linha de Cascais, von der Companhia Real dos Caminhos de Ferro Portugueses in Betrieb genommen. Anfänglich war vorgesehen gewesen, Cascais nur durch eine Zweiglinie der Linha de Sintra ans portugiesische Eisenbahnnetz anzuschließen, stattdessen entschied man sich in einem Vertrag im Jahre 1860, eine Hauptstrecke von Cascais über Estoril nach Lissabon zu bauen. Trotzdem wird die Linha de Cascais bis heute autark betrieben, keiner ihrer Stationen bietet Umsteigemöglichkeiten auf andere Bahnstrecke. Pläne einer durchgehenden Bahnverbindung von Porto nach Cascais wurden um die Jahrhundertwende (19. /20. Jh.) aus Kostengründen fallengelassen. Eine avisierte Verbindung von Cascais nach Sintra in Form der Straßenbahn Sintra blieb ebenfalls eine Vision.
Seit 1993 ist die Linha de Cascais und somit auch der Bahnhof von Cascais in das System der CP Urbanos de Lisboa eingebunden.

## Anlage
Der Bahnhof umfasst fünf Bahnsteiggleise sowie ein Servicegleis mit einer Länge zwischen 87 und 142 Metern; die Bahnsteigkanten sind 1,1 Meter hoch. Alle sechs Schienenstränge sind Kopfgleise. Das Servicegleis und ein Bahnsteiggleis enden bereits vorzeitig. Das vorwiegend einstöckige Empfangsgebäude besitzt einen verschachtelten neuneckigen Grundriss mit einem angedeuteten Innenhof auf der Gleisseite, weswegen kein eigentlicher Querbahnsteig die Gleise begrenzt. Ebenfalls fehlt eine Dachverbindung zwischen dem Gebäude und den Perrondächern.
Im Gebäude selbst befinden sich ein Restaurant und einige Detailhandelsgeschäfte.

## Verkehr

### Eisenbahn
Von Cascais aus verkehren ausschließlich Vorortszüge der CP Urbanos de Lisboa. Die Linienfamilie der Linha de Cascais bietet im Zwölfminutentakt (zu den Hauptverkehrszeiten teilweise verdichtet) Verbindungen zum Cais do Sodré-Bahnhof in Lissabon mit Bedienung von Estoril an. Die Züge halten bis Oeiras an allen Stationen und verkehren danach beschleunigt mit Zwischenhalten nur in Algés und Alcântara-Mar nach Cais do Sodré.

### Bus
Vor dem Bahnhof Cascais befindet sich eine Bushaltestelle, wo diverse Busunternehmungen Verbindungen in umgrenzende Gebiete anbieten, so beispielsweise nach Praia da Maçâs oder Sintra.